# アキ・チェンバース
アキ・チェンバース（Montgomery Aki Chambers、1990年9月19日 - ）は、日本の男子プロバスケットボール選手である。アメリカ合衆国カリフォルニア州出身。ポジションはスモールフォワードおよびシューティングガード。

## 来歴
アフリカ系アメリカ人の父と日本人の母を持ち、日本国籍である。
小学区はClarendon、中学校はMill Valley Middle Schoolを卒業。
Sir Francis Drake High Schoolではバレーボールとバスケットボールの２つのクラブに所属しており、バレーボール選手としても最優秀新人アタッカーを受賞しているが、バスケットボールクラブでもチームMVPを受賞している。
進学したカリフォルニア大学マーセド校にはバスケットボールチームがなかったためバスケチームUC Merced Golden Bobcats の創設を大学側と交渉し、コーチの獲得、NAIAリーグへの加入手続きなども自分たちで行った。
2シーズン連続All-California Pacific Conference First Teamに選出。、2012-13はカリフォルニア・パシフィック カンファレンス・プレーヤー・オブ・ザ・イヤーおよび、 NAIA Men's Basketball All-American Third Teamに選ばれた　。
2013年5月、アーリーエントリーで浜松・東三河フェニックスと練習生契約を結び。後に選手契約を結んだ。
2014年、日立サンロッカーズ東京（現在のサンロッカーズ渋谷）に移籍。2016年にB.LEAGUEが開幕し、サンロッカーズ渋谷の主力選手として活躍した。
2016年、日本代表候補に選出された。
2017年オフ、千葉ジェッツへ移籍する。
2019年6月28日　横浜ビー・コルセアーズに移籍
2019-20シーズンは41試合全てで先発し、1試合当たりの出場時間(30.9分)、得点(10.5)、リバウンド(5.0)、スティール(1.3)、ターンオーバー(1.8)の各指標で自己キャリアハイを記録した。
2020年4月に、FIBAアジアカップ2021予選に向けての日本代表候補に初招集された。
2020-21シーズンも開幕からスターティングメンバーとして出場を続けたが、2021年2月20日に右足関節内遊離体の摘出手術のため、チームから一時期離脱した。47試合の出場(44先発)、1試合平均で27.8分出場、10.4得点、2.9リバウンド、0.8スティールを記録した。シーズン終了後に契約満了。
2021年オフ、群馬クレインサンダーズへ移籍した。
2023年6月28日、サンロッカーズ渋谷に移籍。7年ぶりの復帰となった。
2024年7月、信州ブレイブウォリアーズへ移籍した。

### 日本代表歴
2021年11月、日本代表に選出され、FIBAワールドカップアジア予選中国戦で初出場

## 経歴
- カリフォルニア大学マーセド校 - 浜松（2013年 - 2014年） - 日立/SR渋谷（2014年 - 2017年） - 千葉（2017年 - 2019年 ） - 横浜（2019年 - 2021年 ） - 群馬（2021年 - 2023年 ） - SR渋谷（2023年 - 2024）-信州（2024-）

## 人物

### バスケットボールプレイヤーとしての特徴
- バスケットボール専門誌HOOP 元編集長の柴田健は、アキ・チェンバースのプレーについて、プレイの大きな特徴は「相手が嫌がることを何度もやり続ける」という点にあり、相手の嫌なポジションに立ち、いやな位置に手を出し、追いかけ続けるというマッチアップしたら本当にうんざりするようなプレイ。これらの努力は数字に表れづらい一方で、チームディフェンスに欠かせない非常に重要な努力である。また考えるよりも先に体と手足を動かしてよいポジションに動き、態勢を作ることができている。また、相手の動きを読みながら追いかけるので、次の瞬間にどんな状態になるか頭の中で描くことができ、相手が困る対応をできる。さらに、それを継続的に行うことができるプレイヤーとしてディフェンスに関する資質と技術を高く評価している[13]。
- 千葉ジェッツの大野ヘッドコーチは、アキ・チェンバースのプレーについて「ディフェンスですごく存在感がありますし、得点も最近はオープンスリーがよく入るので助かります。シュートは水物なので、自信を持って打っているかどうかで判断していますが、ディフェンスが良いのでプレータイムが伸びています」と語っている[14]。
- 大学時代のアキ・チェンバースをスカウトした浜松・東三河フェニックス（現三遠ネオフェニックス）の東野 智弥ヘッドコーチ（当時）は、「自分自身にプレッシャーをかける真面目な選手。粘りがあるし、最後に伸びるプレイは日本人が持っていない身体能力です。」と語っている[15]。
- ファンに見てほしい自分のプレーについて「ディフェンスを見てください。相手のNo.1プレーヤーを全て止められるようなディフェンスを見せます。」[16]「自分の持ち味はディフェンス。守備にはプライドを持っている。完璧には抑えられなくてもハードワークを徹底している。シュート成功率などオフェンスには「波」があり自分では制御しきれないところがあるが、ディフェンスは自分で制御できることで確実にチームに貢献できる。守備は技術も必要だが「ハート」はもっと大事。確実にできることとして常に意識している。」と語っている[17]。
- 一方で、シュート力にも自信があり体のサイズも活かしたドリブルでの切込みや、ジャンプシュートなども得意でチームに貢献できると語っている[17]。

### その他
- 背番号10を好む[18]
- 一緒にプレーしたい選手はギャビン・エドワーズ[18]
- 座右の銘は「行動しなければ何も始まらない」[18]
- 好きな映画はThe Other Guys[18]
- 好きな食べ物はピザ、苦手な食べ物は芽キャベツ。[18]
- 初恋は高校生の時、2歳年下の同じ授業を受けていた友達、恋人に作ってもらいたい料理はパスタ。[18]
- 自分の性格を一言で言うと、のんびり、静か。[18]
- 得意料理はサーモン＆レタス[18]
- 飼いたいペットは犬[18]
- 勝負飯はカレー[18]
- ベジタリアンで好物はピザである[4]。
- 5人兄妹で、姉が2人、妹が2人いる[17]。
- 大学ではマテリアル・サイエンス・エンジニアリングで学位を取得している[3]
- 使っているバスケットシューズはカリー3 ZERO[19]
- 2019年5月に一般人女性との婚約を自身のSNSで発表した[20]。
- 横浜ビー・コルセアーズの選手紹介

2019-20｢守るも攻めるも黒鋼の　強さを誇る　シャイな海賊　#10  アキ・チェンバース｣
2020-21 ｢勝利を求めて体にまとう　紺碧の炎燃え上がる ｣

## 記録
| シーズン         | チーム | GP | GS | MPG  | FG%  | 3P%  | FT%  | RPG | APG | SPG | BPG | TO  | PPG  |
| ---------------- | ------ | -- | -- | ---- | ---- | ---- | ---- | --- | --- | --- | --- | --- | ---- |
| bjリーグ 2013-14 | 浜松   | 50 |    | 26.5 | .394 | .314 | .733 | 3.6 | 1.5 | 1.3 | 0.1 | 1.5 | 9.0  |
| NBL 2014-15      | 日立   | 48 | 21 | 18.7 | .470 | .392 | .654 | 2.9 | 0.8 | 0.6 | 0.2 | 0.9 | 8.8  |
| NBL 2015-16      | 日立   | 46 | 9  | 17.2 | .374 | .277 | .833 | 2.0 | 1.0 | 0.6 | 0.1 | 0.9 | 5.0  |
| B1 2016-17       | 渋谷   | 56 | 42 | 21.4 | .458 | .310 | .829 | 3.2 | 0.7 | 0.7 | 0.1 | 0.8 | 6.5  |
| B1 2017-18       | 千葉   | 60 | 24 | 20.1 | ,495 | .310 | .641 | 2.3 | 1.4 | 1.0 | 0.3 | 0.8 | 6.5  |
| B1 2018-19       | 千葉   | 58 | 48 | 18.3 | .478 | .377 | .615 | 2.4 | 1.4 | 0.7 | 0.2 | 0.6 | 5.4  |
| B1 2019-20       | 横浜   | 41 | 41 | 30.9 | .410 | .327 | .805 | 5.0 | 2.5 | 1.3 | 0.2 | 1.8 | 10.5 |
| B1 2020-21       | 横浜   | 47 | 44 | 27.8 | .438 | .335 | .809 | 2.9 | 2.1 | 0.8 | 0.1 | 1.2 | 10.4 |

## ギャラリー

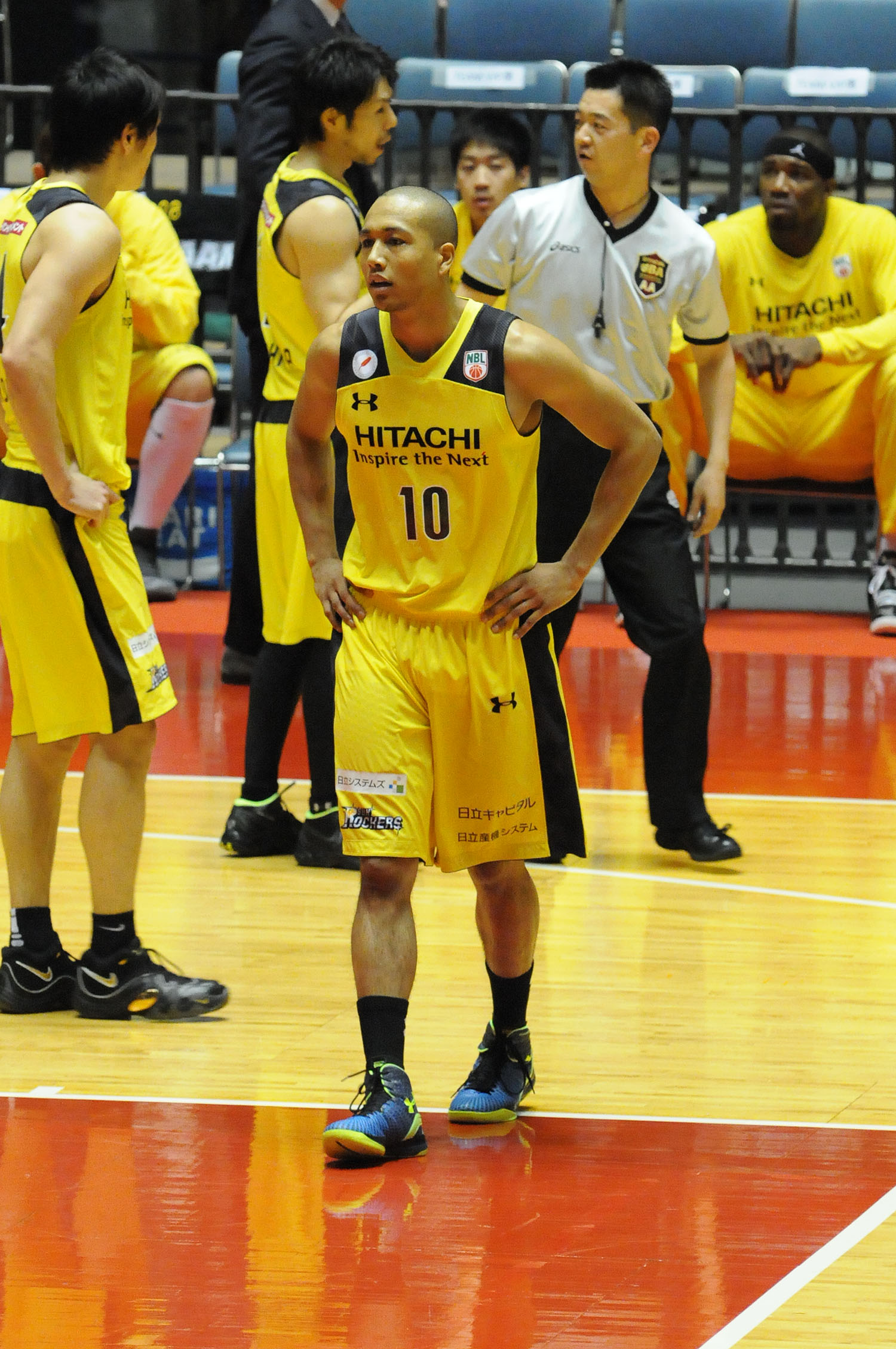
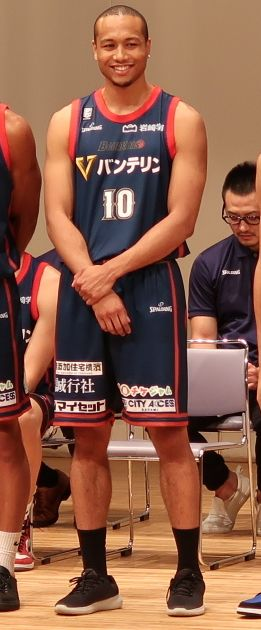
2019-09-24
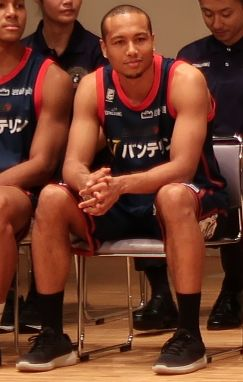
2019-09-24
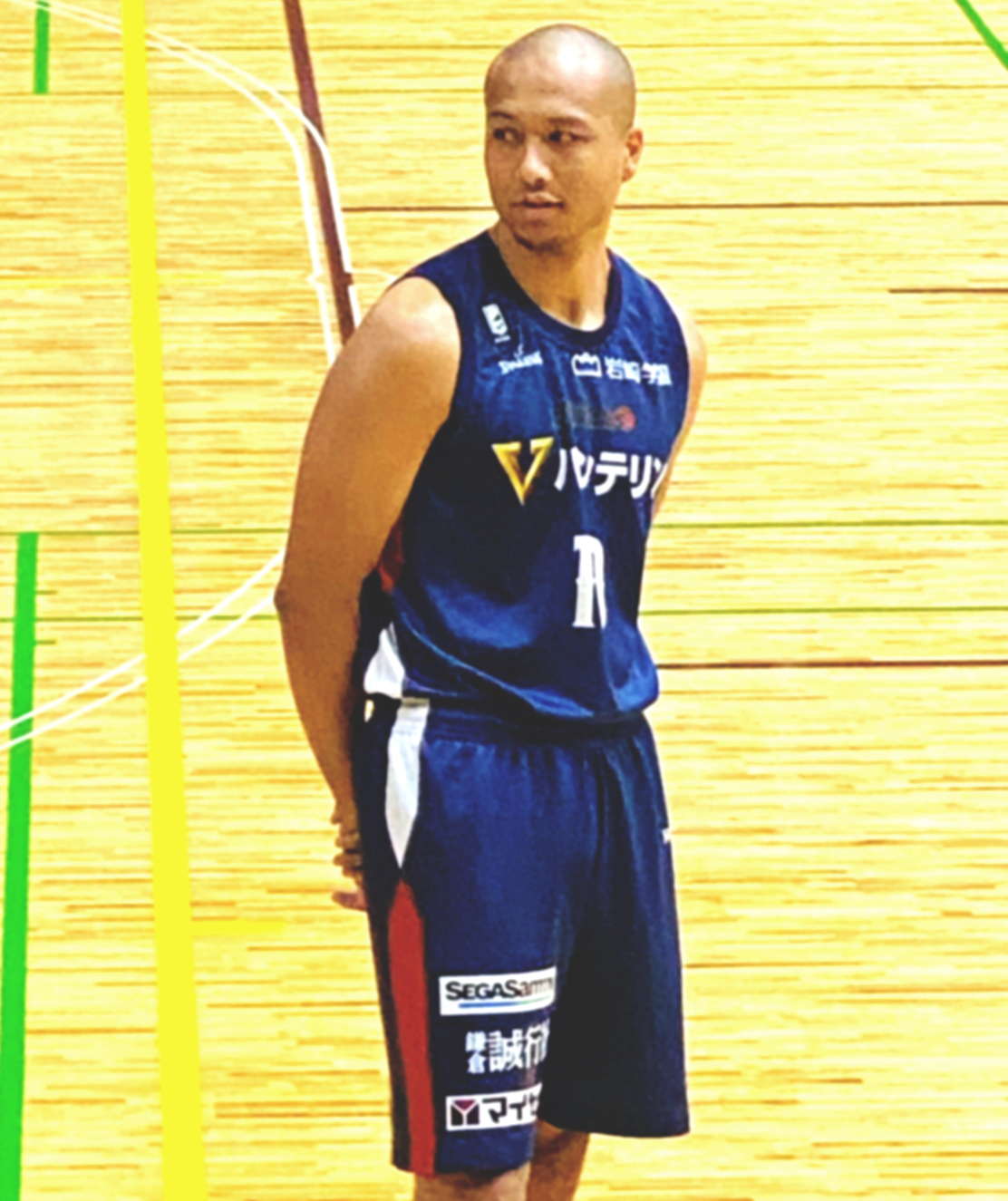
2020-09-25
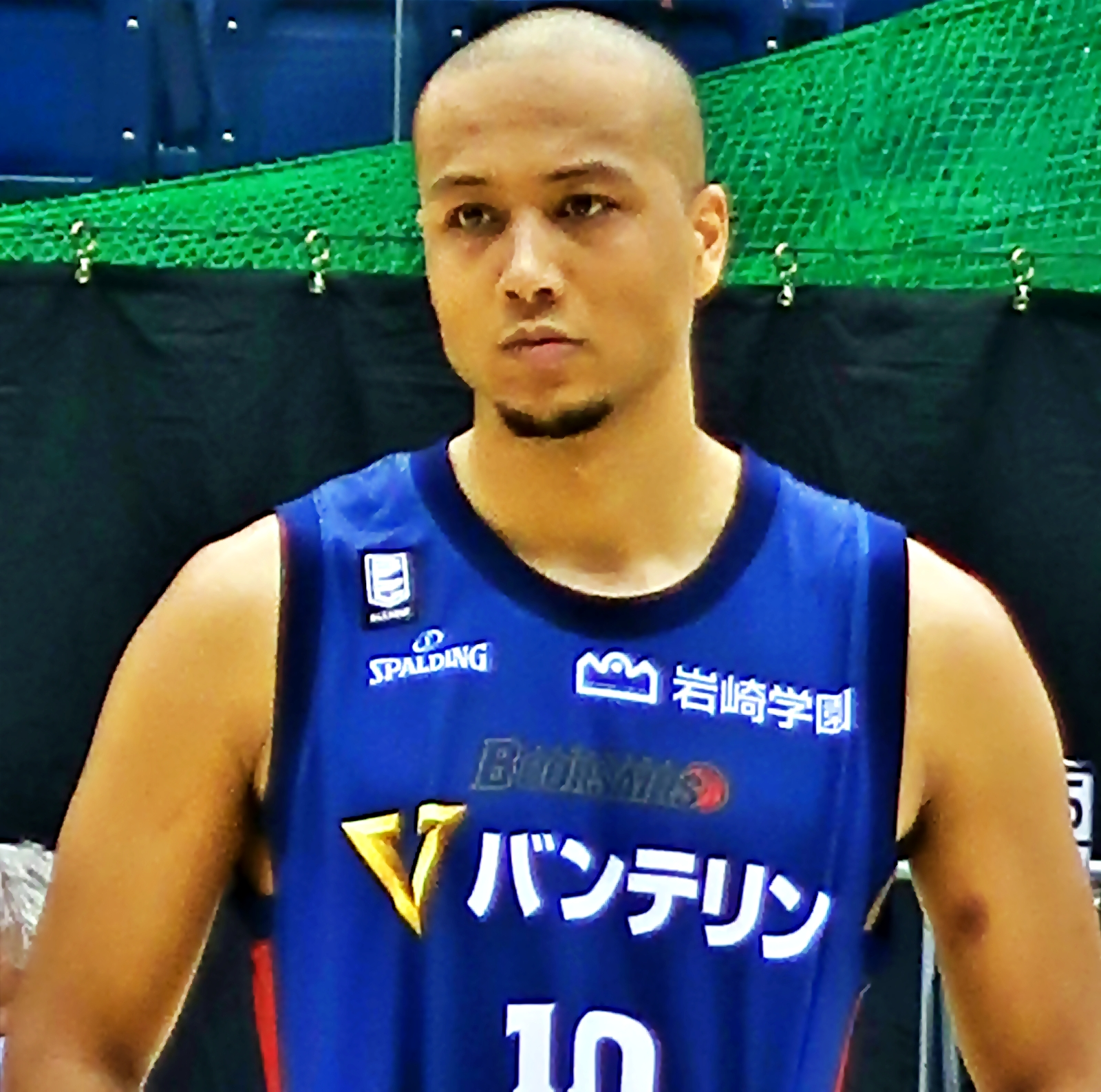
2020-10-18